# Kumiko Takahashi
Pour les articles homonymes, voir Takahashi.
Kumiko Takahashi (高橋久美子) est née le 10 avril 1982 au Japon.
En avril 2004 elle décide de rejoindre Eriko Hashimoto et Akiko Fukuoka dans chatmonchy en tant que batteuse.
Elle quitte le groupe à la fin de septembre 2011,.

## Profil
- Nom et prénom : Takahashi (タカハシ) Kumiko (クミコ) (高橋久美子?)
- Date de naissance : 10/4/1982
- Lieu de naissance : Japon
- Groupe Sanguin : O
- Surnom : Kumikon
- Autre : Elle aime le Daifuku à la fraise.